# Arrondissement de Nõmme
L’arrondissement de Nõmme est l’un des huit arrondissements de Tallinn (Estonie).

## Géographie
Situé dans la partie sud-ouest de Tallinn, Nõmme borde l'arrondissement de Haabersti, l'arrondissement de Mustamäe, l'arrondissement de Kesklinn et l'arrondissement de Kristiine. 
Sa superficie au 1er décembre 2020 est de 29,17 km2, soit 18,3 % de la superficie totale de Tallinn. 
La superficie des zones vertes en 2020 est de 13,3 km2 (45 % de l'ensemble du territoire du district).
Nõmme est divisé en 10 sous-arrondissements (estonien : asum): Hiiu, Kivimäe, Laagri, Liiva, Männiku, Nõmme, Pääsküla, Rahumäe, Raudalu, Vana-Mustamäe.
La voie ferrée d'Elron compte 6 gares situées à Nõmme : Rahumäe, Nõmme, Hiiu, Kivimäe, Pääsküla, Laagri.

## Population

### Évolution démographique
| 2004   | 2006   | 2008   | 2010   | 2012   | 2014   | 2016   |
| ------ | ------ | ------ | ------ | ------ | ------ | ------ |
| 37 772 | 39 436 | 38 725 | 38 100 | 38 898 | 39 487 | 38 547 |

| 2018   | 2020   | 2022   | 2024   | - | - | - |
| ------ | ------ | ------ | ------ | - | - | - |
| 38 633 | 38 296 | 34 678 | 34 909 | - | - | - |

### Composition ethnique
Sa composition ethnique est la suivante:
| groupe ethnique | 2013   | 2020   |
| --------------- | ------ | ------ |
| Estoniens       | 84,9 % | 85,9 % |
| Russes          | 11,5 % | 10,4 % |
| Ukrainiens      | 1,2 %  | 1,2 %  |
| Biélorusses     | 0,6 %  | 0,5 %  |
| Finnois         | 0,4 %  | 0,3 %  |
| Juifs           | 0,1 %  | 0,1 %  |
| Tatars          | 0,1 %  | 0,1 %  |
| Autres          | 1,3 %  | 1,3 %  |

## Architecture et urbanisme
L'arrondissement de Nõmme, abrite plusieurs monuments importants, notamment l'observatoire de Tallinn et le château de Glehn.
Nõmme compte aussi l'église de la Paix, l'église Saint-Jean-Baptiste, l'église du Rédempteur, le parc du sanatorium, le parc Glehn et ses sources ainsi que le parc naturel de Nõmme-Mustamäe et le cimetière de Rahumäe.

## Galerie

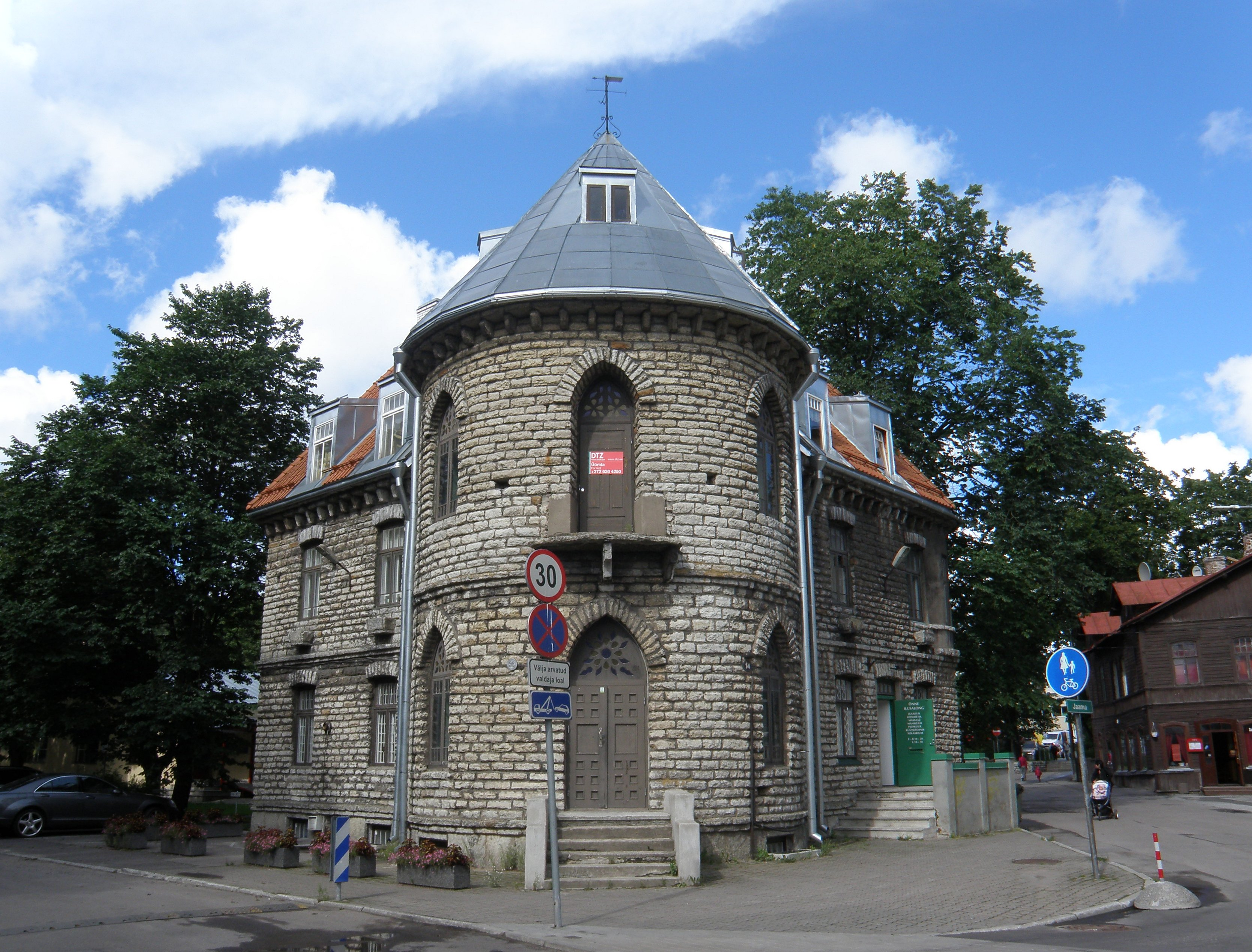
Rue Jaama.
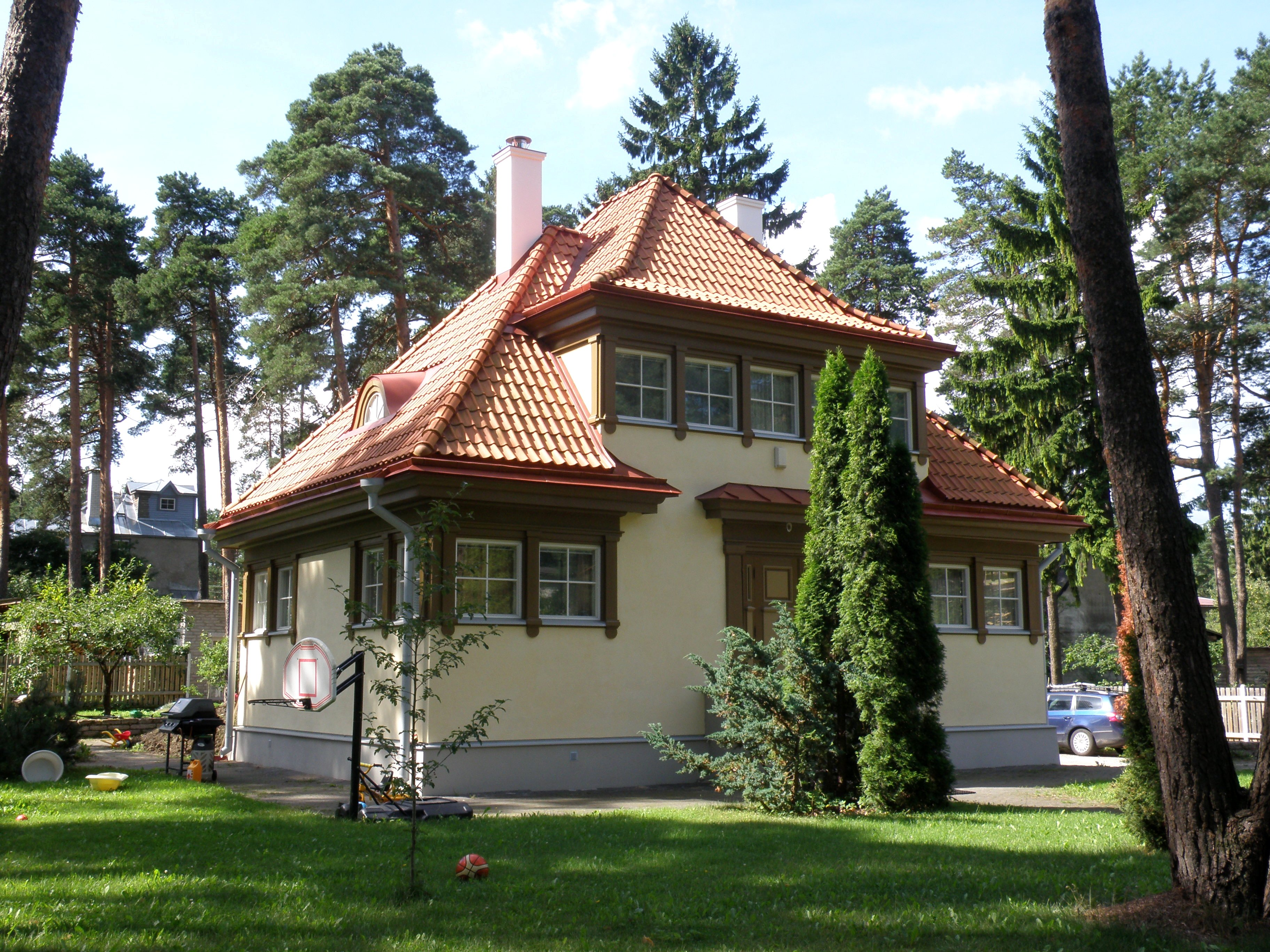
Immeuble résidentiel rue Seene
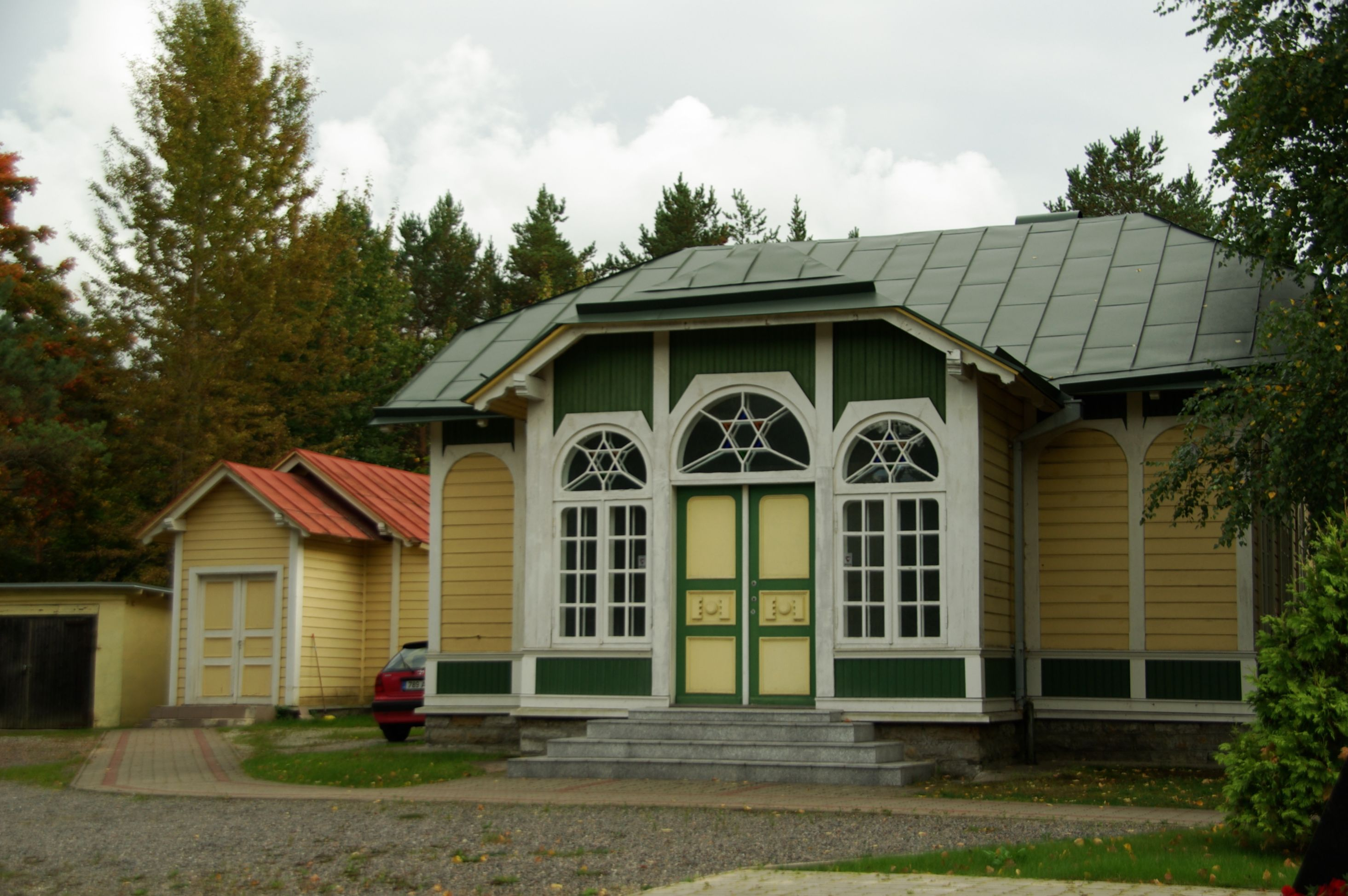
Chapelle du cimetière juif de Rahumäe.
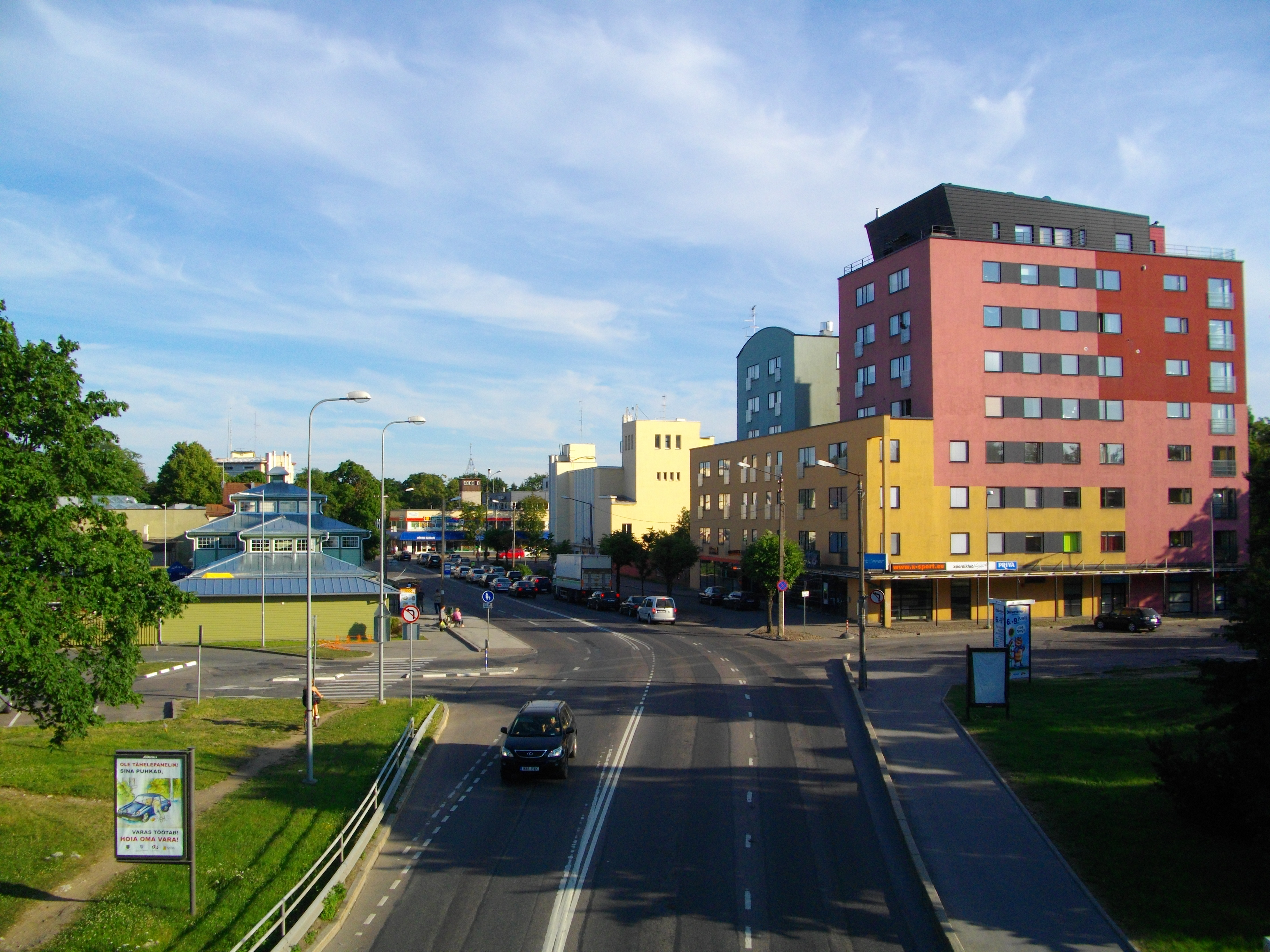
Nõmme.
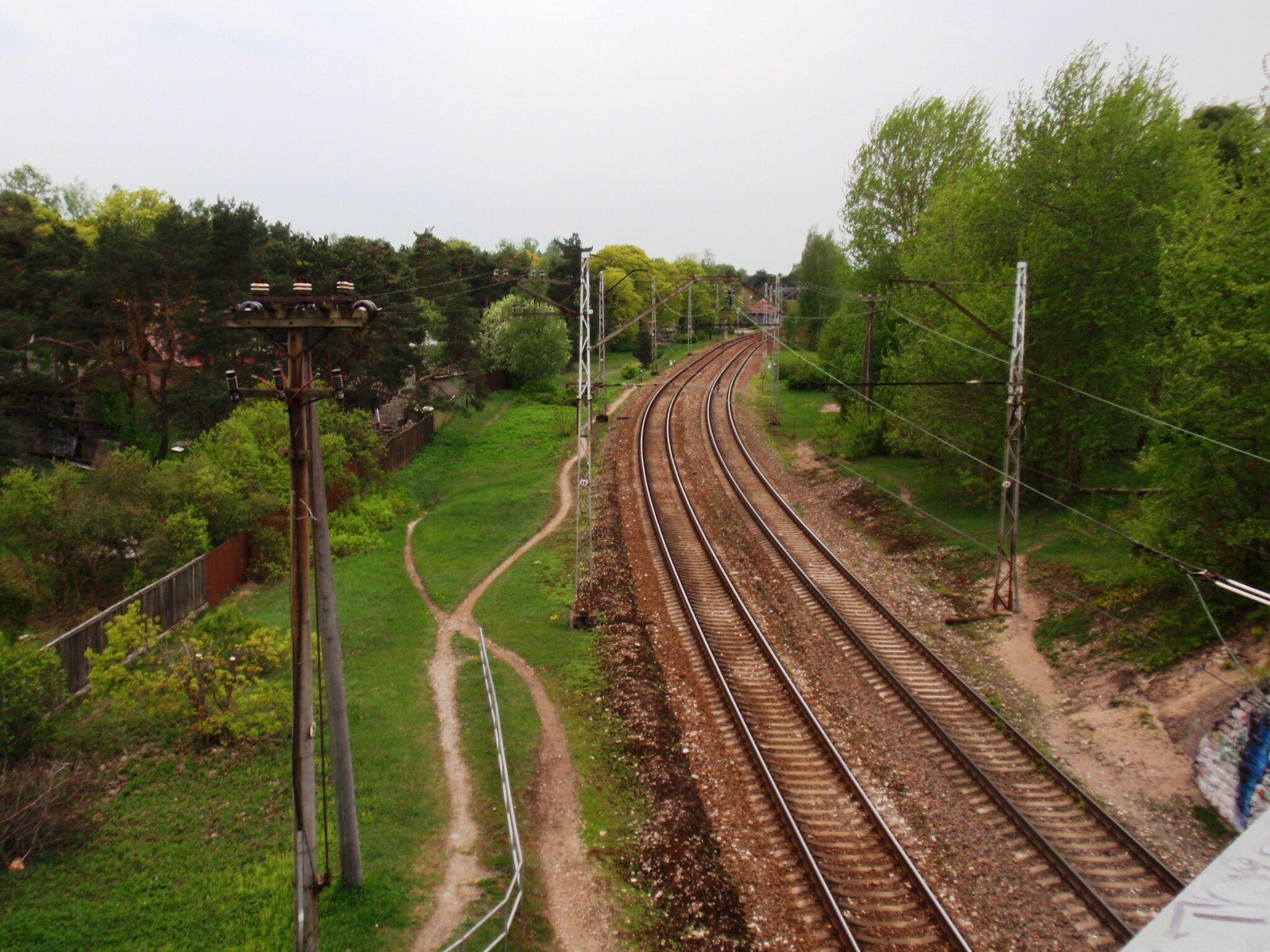
Voie ferrée de Rahumäe.
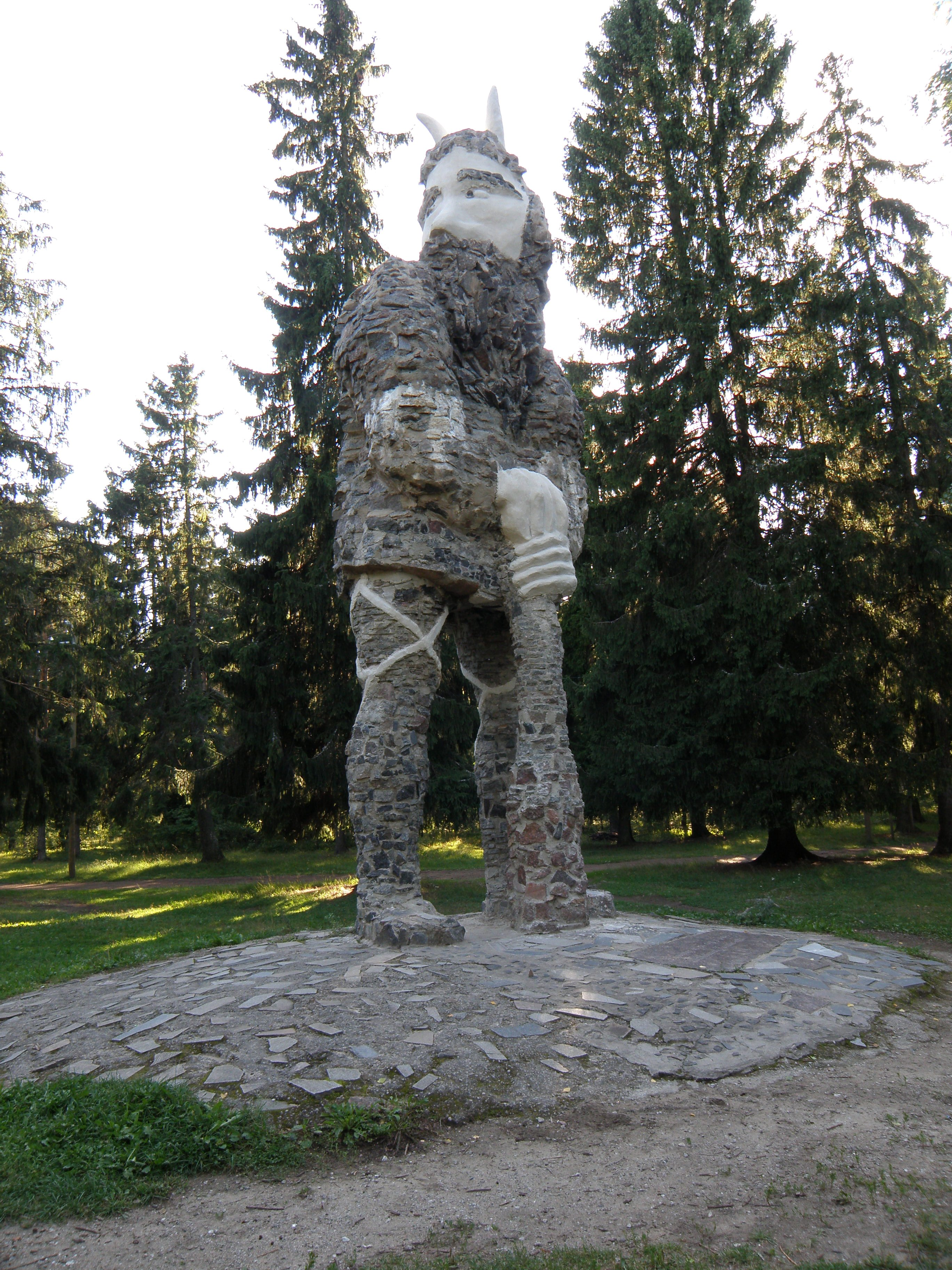
Le parc Glehn
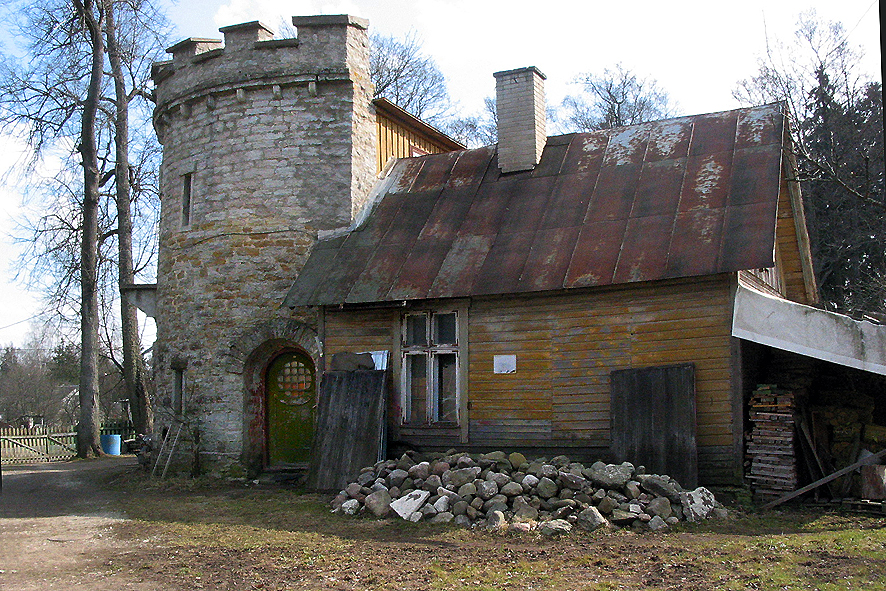
Tour du château.
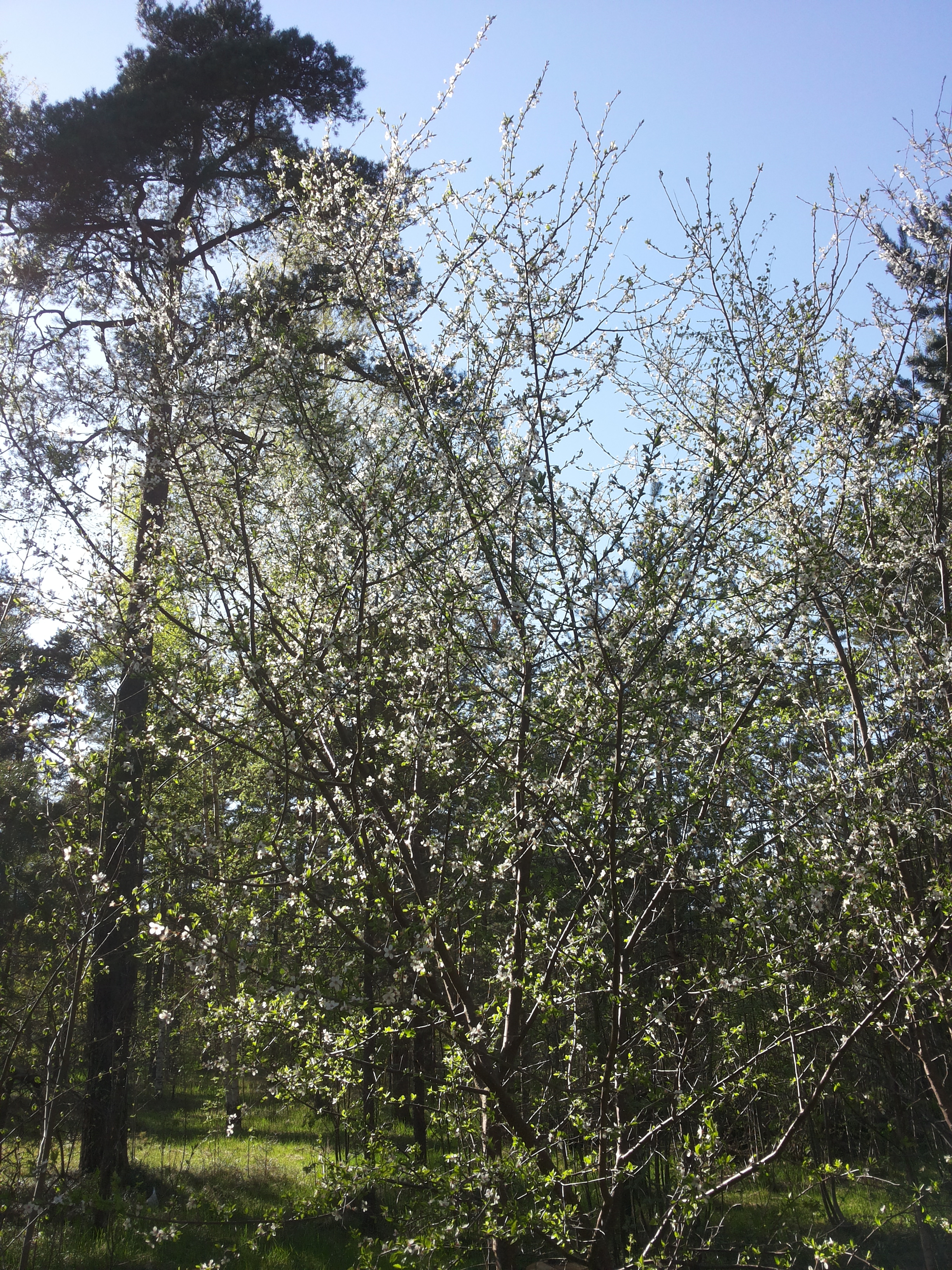
Parc du sanatorium
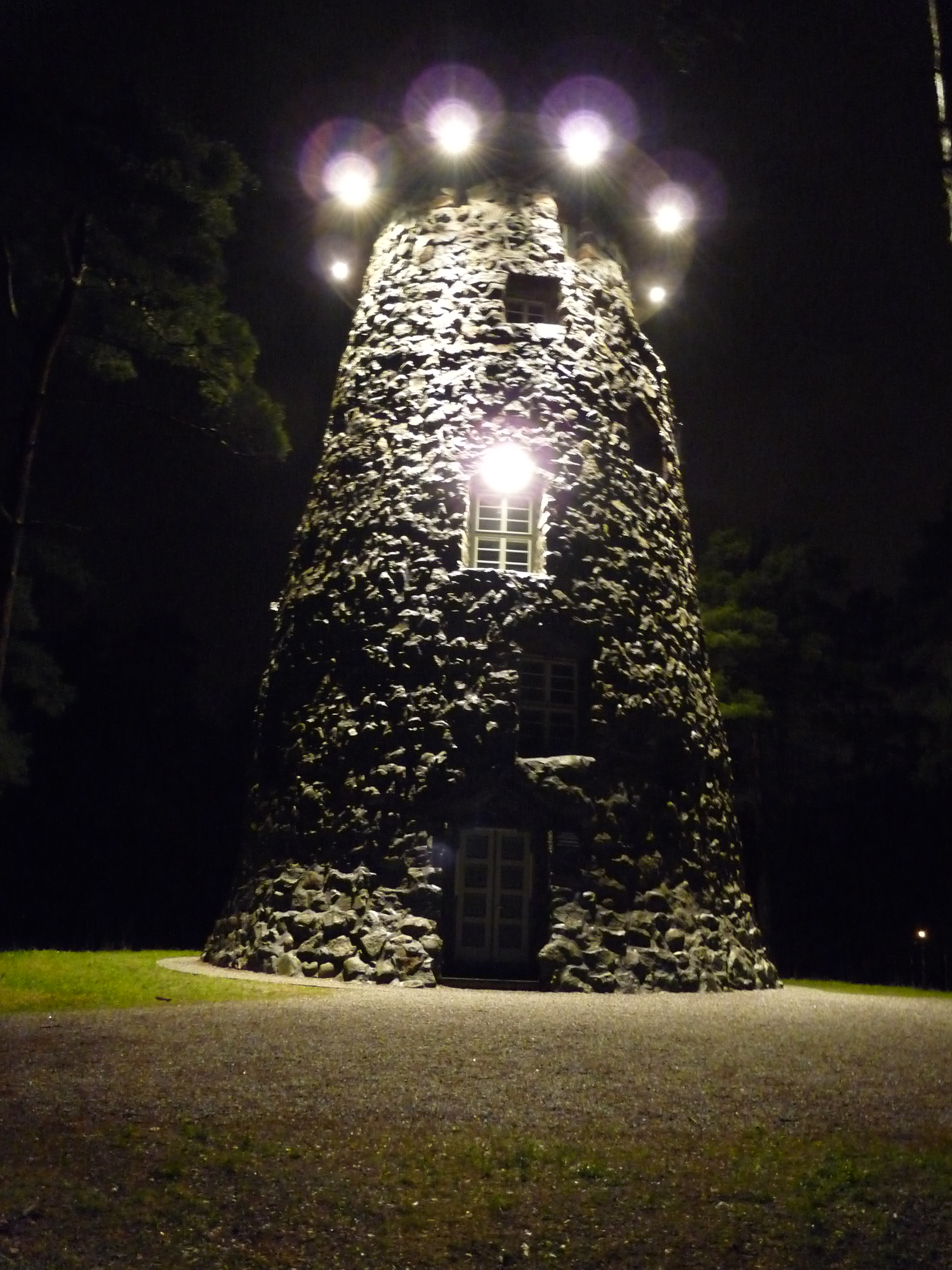
L'observatoire.